# Sostolnica
Sostolnica ali konkatedrala je cerkev, ki ima enako dostojanstvo in enake pravice kot stolnica, vendar je hierarhično pod njo. Stolnica je glavna cerkev škofije, sostolnica pa je njej enakopravna. Pravica imenovanja za sostolnico pripada Svetemu sedežu. Nobena listina izrecno ne določa pogojev za ta naziv, vendar so razlogi za prisotnost v glavnem naslednji:
- Kjer že obstaja stolnica, lahko postane sostolnica cerkev z visoko versko pomembnostjo.
- Mesto, ki nima stolnice, a je važno v ekonomskem, političnem ali socialnem smislu, lahko dobi sostolnico.
- Ta  se ustanovi v kraju, od koder verniki težko dosežejo stolnico.
- V primeru, ko se škofijski sedež prestavi v drugi kraj, se lahko stolnica »preseli« na novo lokacijo lahko stara lokacija postane sostolnica, ali obratno.
- V primeru združitve škofij ostane stolnica samo pri škofijskem sedežu, bivše škofije pa postanejo sostolnice.

V Sloveniji je ena sostolnica, to je sostolnica Kristusa Odrešenika, Nova Gorica, ki je ta naziv pridobila 15. marca 2004.